# Brouwerij 't IJ

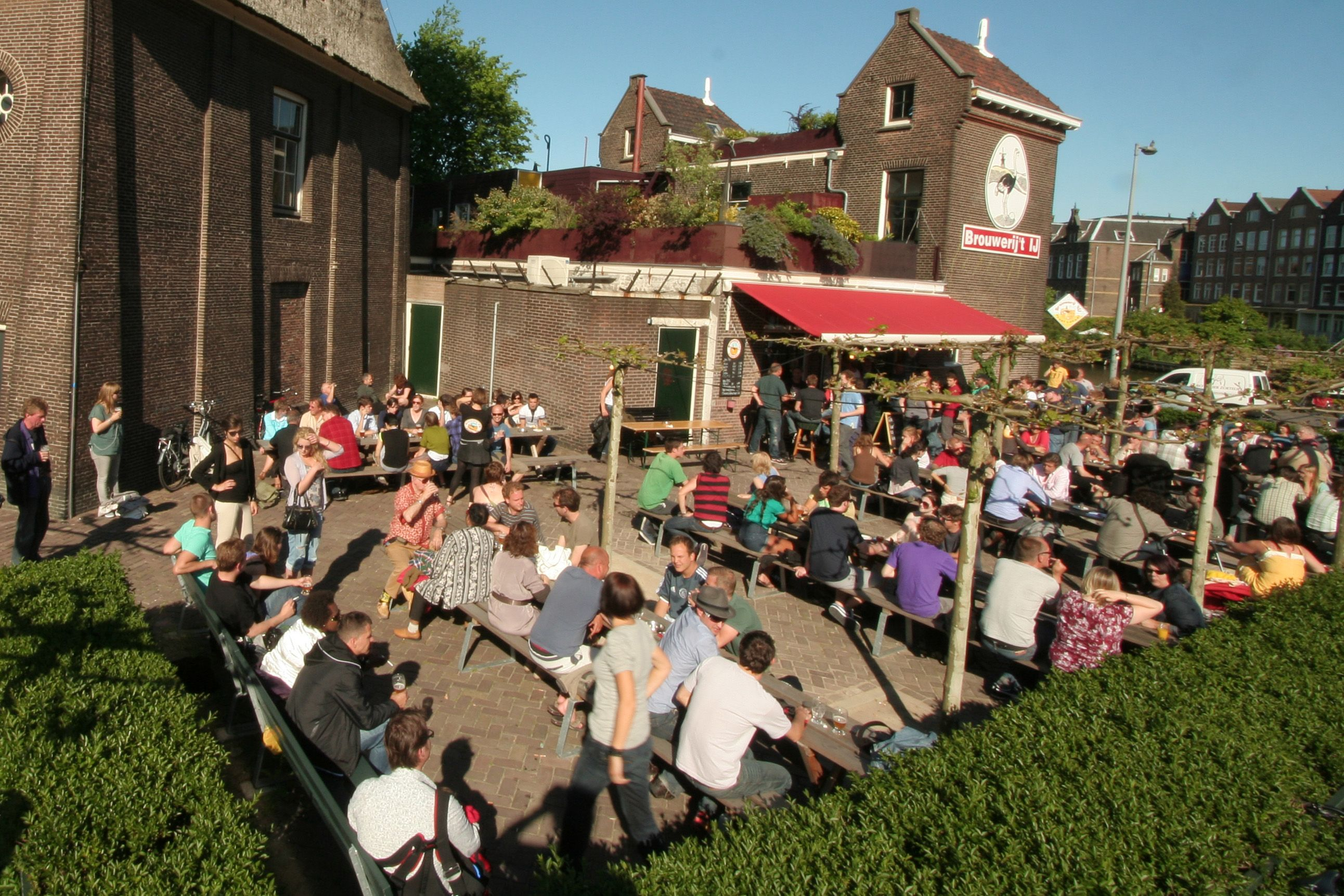
Área al aire libre del bar en el 2010

Brouwerij 't IJ (pronunciación en neerlandés: /ˌbrʌuʋəˈrɛi ət ɛi/; traducido como «cervecería del IJ») es una pequeña cervecería en Ámsterdam, Países Bajos. Está ubicado en una antigua casa de baños llamada Funen, junto al molino de viento De Gooyer. La cervecería fue inaugurada por Kaspar Peterson, antiguo músico, en octubre de 1985 y fue una de varias pequeñas fábricas de cerveza que se abrieron en las ciudades en los Países Bajos debido a la insatisfacción con la cerveza fabricada por las empresas más grandes. Elabora ocho cervezas disponibles todo el año y tres cervezas estacionales, además de cervezas de edición limitada.
La fábrica de cerveza ofrece visitas guiadas y degustaciones, y tiene un bar con una terraza al aire libre.
Su logotipo es un avestruz con un huevo y un molino de viento a lo lejos. La cervecería recibe su nombre de la bahía del IJ.

## Cervezas

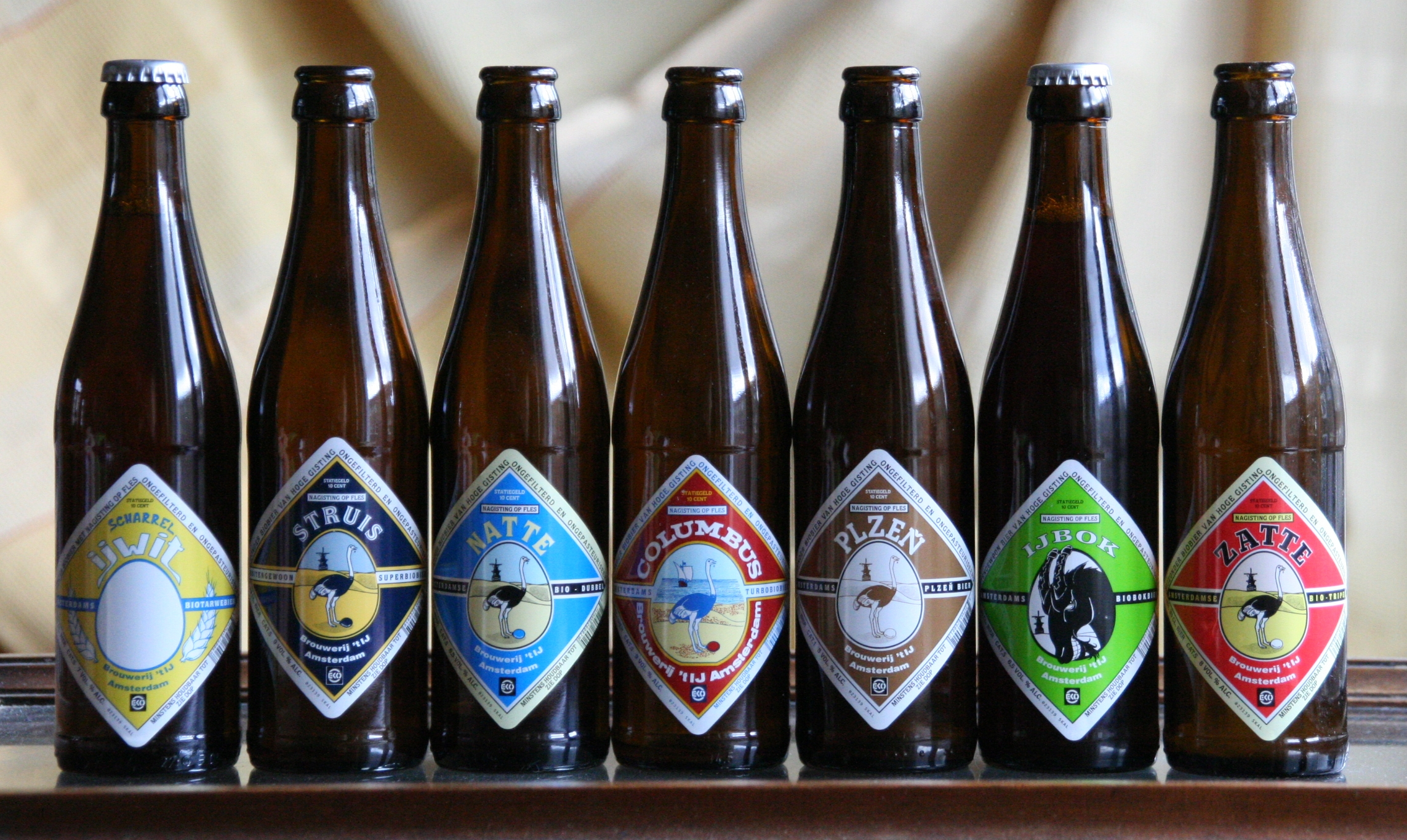
Su gama en 2008

La fábrica de cerveza produce ocho cervezas y tres cervezas estacionales. Sus cervezas Natte, Zatte, Colón, y Struis cuentan con certificación ecológica.

### Cervezas disponibles todo el año
Los ocho cervezas son:
- Flink (4.7%)
- Plzeň (5%):  pilsener lupulada[7]
- Natte (6.5%): dubbel tostada
- IJwit (6.5%): Weißbier
- I.P.A. (7%)
- Zatte (8%): tripel[8]
- Columbus (9%): amber lupulada[9]
- Struis (9%): dulce y oscura

### Cervezas estacionales
Los tres cervezas estacionales son:
- IJbock (6,5%): bock oscura[10]
- Paasij (7%): springbock roja
- IJndejaars (según el año) (9%)